# Seważajr
Seważajr – wieś w Armenii, w prowincji Wajoc Dzor. W 2011 roku liczyła 13 mieszkańców.